# スティーヴ・グランド (歌手)
スティーヴ・グランド（Steve Grand, 1990年2月28日 - ）は、イリノイ州レモント出身のアメリカの歌手、ソングライター、そしてモデルである。

## 経歴
11歳の時から曲作りを始めて、レモント・ハイ・スクールを卒業後にナッシュヴィルのベルモント大学に入学した。
1年後にシカゴに戻ったグランドはイリノイ大学に入学し直し、音楽の世界に専念していった。
13歳までに、彼はゲイであることを認識していて、カトリックの家族と信仰の中で彼のセクシュアリティを受け入れることに苦労した。しかし、グランドは"eighth grade"(中学2年相当)には友人達には告げていた
。

## キャリア
音楽のキャリアの前にグランドは、仮名でモデルをしていた。2011年、写真家のトム・カリスのフォト・セッションを行って、オーストラリアの"DNA magazine"のカヴァーになった。
グランドは2013年までに、シカゴの4つの地区の教会とシカゴのいくつかのクラブでピアノを演奏して、シカゴのダウンタウンで注目を集めたジョイントを行った。また、レディー・ガガ、ブルーノ・マーズ、ワン・ダイレクション、ジャーニーなどのアーティストのカヴァーを行っていて、スティーヴ・スターチャイルドの名前で"YouTube"にアップロードしていた。しかしグランドはオリジナルの曲のリリースを望んでいた。
2013年7月2日に、グランドは、7,000ドルで製作したMV『All-American Boy』を"YouTube"にアップロードした。そして、ウィルス性のあるヒット作になって、8日後には100万回以上の再生回数を記録した。グランドは両親の地下室でヴォーカルを録音し、MVのために自己資金を供給してクレジット・カードを限度まで使った。この作品は"Jason Knade"が監督し編集したものであった。
多くのインタヴューやメディア出演で、グランドは自分自身をカントリー・アーティストとして紹介している。デビュー・アルバムを『All-American Boy』として公開したうえでKickstarterの公的資金提供キャンペーンを成功させた。発表からわずか1日後に、当初の81,000ドルの目標に達し、5日間で当初の資金調達目標の2倍に達した。最終的に4,905人のバッカーによって326, 593ドルが提供された。そして彼のデビュー・アルバムは、『All American Boy』というタイトルで2015年3月24日にリリースされた。

## ディスコグラフィー

### アルバム
| タイトル         |                                                                                      | チャート 最高位 | チャート 最高位 | チャート 最高位 | チャート 最高位 | セールス     |
| タイトル         | US                                                                                   | US Digital      | US Indie        | US Sales        |                 | セールス     |
| ---------------- | ------------------------------------------------------------------------------------ | --------------- | --------------- | --------------- | --------------- | ------------ |
| All American Boy | - Released: March 24, 2015 - Label: Grand Nation - Formats: CD, digital download, LP | 47              | 19              | 3               | 27              | - US: 10,000 |

### シングル
| タイトル                             | 年   | アルバム         |
| ------------------------------------ | ---- | ---------------- |
| "All-American Boy"                   | 2013 | All American Boy |
| "Stay"                               | 2013 | All American Boy |
| "Back to California"                 | 2014 | All American Boy |
| "Time"                               | 2014 | All American Boy |
| "We Are the Night (Dave Audé Remix)" | 2016 | Non-album single |
| "Look Away" (with イーライ・リーブ)  | 2016 | Non-album single |
| "Walking"                            | 2017 | 未公表           |

### MV
| ヴィデオ                             | 年   | ディレクター  |
| ------------------------------------ | ---- | ------------- |
| "All-American Boy"                   | 2013 | Jason Knade   |
| "Stay"                               | 2013 | Jason Knade   |
| "Back to California"                 | 2014 | Jason Knade   |
| "Time"                               | 2015 | Brendan Leahy |
| "All I Want for Christmas Is You"    | 2015 | John Lavin    |
| "We Are the Night (Dave Audé Remix)" | 2016 | John Lavin    |
| "Look Away" (with イーライ・リーブ)  | 2016 |               |

## 参照
1. ↑  http://stevegrand.net/our-interview-with-steve-grand/
2. ↑  Gurry, Matt. “Grand Ideas: A unique voice at a special moment, singer-songwriter Steve Grand introduces himself - on his term s”. Metrosource (June–July 2015):  pp. 34–37 2015年5月21日閲覧。
3. 1 2  “Our First Country Gay Music Video: Steve Grand – All American Boy”.   The Center Orlando (2013年7月5日). 2013年7月10日時点のオリジナルよりアーカイブ。2013年7月8日閲覧。
4. ↑  "All-American Boy' Becomes A Gay Themed Country Music Hit on YouTube". Roz and Mocha Show (Interview). Interviewed by Roz and Mocha. Kiss 92.5. July 11, 2013. 2013年8月20日時点のオリジナルよりアーカイブ。2013年7月11日閲覧。
5. ↑  “Steve Grand Was Our No. 127 Cover Model”.   DNA Magazine (2013年7月5日). 2013年7月24日閲覧。
6. ↑  Inawat, Ron Matthew (2013年7月11日). “Chicago's gay country 'All-American Boy' Steve Grand hits 1m views”.   Chicago Pride. 2013年7月11日閲覧。
7. ↑  Benjamin, Jeff (2013年7月9日). “Meet Gay Country Star Steve Grand”.   Fuse. 2013年7月9日閲覧。
8. ↑  Connelly, Chris (2013年7月9日). “Gay Country Singer Adjusts to Newfound Web Fame”.  ABC News Good Morning America. 2013年7月9日閲覧。
9. ↑  Shamberger, Ebony (2013年7月8日). “Steve Grand called first openly gay country singer after video release”.  Indianapolis Star. 2013年7月9日閲覧。
10. ↑  “Jason Knade Interview”.   ChicagoPride.com. 2016年9月17日閲覧。
11. ↑  Schonfeld, Zach (2013年7月10日). “We Should Stop Calling Steve Grand the First Openly Gay Male Country Star”. The Atlantic. 2013年7月11日閲覧。
12. ↑  Kickstarter: "All-American Boy" - The Album by Steve Grand
13. ↑  out.com: Steve Grand’s Debut Album All-American Boy Out March 24th
14. ↑  “Chart history for Steve Grand: Billboard 200”. Billboard. 2015年6月14日閲覧。
15. ↑  “Chart history for Steve Grand: Digital Albums”. Billboard. 2015年6月14日閲覧。
16. ↑  “Chart history for Steve Grand: Independent Albums”. Billboard. 2015年6月14日閲覧。
17. ↑  “Chart history for Steve Grand: Top Album Sales”. Billboard. 2015年6月14日閲覧。
18. ↑  “Grand's 'American' Success Story: Kickstarter-Funded Debut Album Arrives on Charts”. Billboard (2015年4月3日). 2014年12月18日閲覧。
19. ↑  “All-American Boy”. YouTube (2013年7月2日). 2015年12月10日閲覧。
20. ↑  “STAY”. YouTube (2013年9月6日). 2015年12月10日閲覧。
21. ↑  “Back to California”. YouTube (2014年2月26日). 2015年12月10日閲覧。
22. ↑  “Time - [Official Music Video - Steve Grand]”. YouTube (2015年3月26日). 2015年12月10日閲覧。
23. ↑  “"All I Want For Christmas Is You" MUSIC VIDEO - Steve Grand”. YouTube (2015年12月21日). 2015年12月22日閲覧。
24. ↑  “Steve Grand - We Are the Night (Dave Aude Remix) (Official Music Video)”. YouTube (2016年2月18日). 2016年2月23日閲覧。